# Åmunnen
Åmunnen – miejscowość (tätort) w Szwecji, w regionie administracyjnym (län) Kalmar, w gminie Kalmar.
Według danych Szwedzkiego Urzędu Statystycznego liczba ludności wyniosła: 208 (31 grudnia 2015), 324 (31 grudnia 2018) i 343 (31 grudnia 2019).